# Eucarida
Los eucáridos (Eucarida, del griego eu, "bueno", y del latín carida, "camarón") son un superorden de crustáceos malacostráceos que agrupa a los decápodos, al kril y al orden Amphionidacea. Sus componentes se caracterizan por poseer las piezas del caparazón fusionadas a todos los tagmas torácicos y por tener sus ojos pendunculados. En cuanto a la paleontología del grupo, los eucáridos son los crustáceos más tempranos en el registro fósil; los fósiles más antiguos descritos pertenecen al Mesozoico, aunque se supone que surgieron mucho antes.